# کوشو

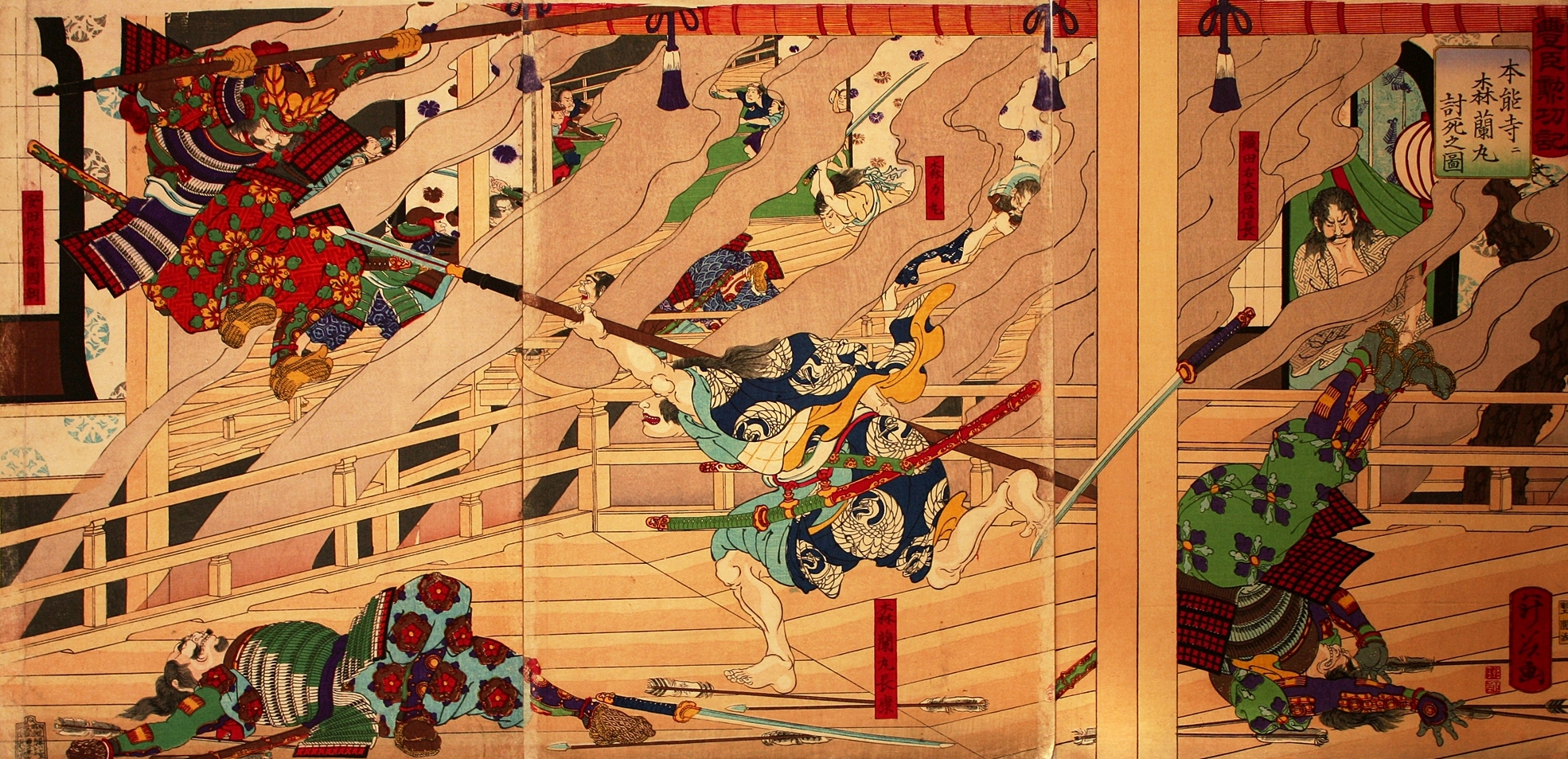
نبرد موری رانمارو کوشوی اودا نوبوناگا در میان آتش، جهت حفاظت از جان نوبوناگا در طی حادثه معبد هوننو

کوشو (به ژاپنی: 小姓) به نوجوانانی گفته می‌شود که جهت خدمت و مراقبت از یک سامورایی به کار گماشته می‌شدند. در دوران صلح کوشو بیشتر وظایف یک منشی را انجام می‌داد اما در هنگام جنگ به عنوان یک سپر انسانی یک کوشو موظف بود تا پای مرگ از ارباب خود دفاع و محافظت کند به همین دلیل یک کوشو باید به انواع هنرهای رزمی آشنا و مسلط باشد. در هنگام بزرگسالی یک کوشو به صورت یک ملازم در خدمت ارباب خود در میامد. در بین دایمیوهای دوره سنگوکو بسیاری بودند که کوشوها را شریک جنسی (شاهدبازی) خود قرار می‌دادند.